# Fandom (lloc web)
Fandom és una empresa que proporciona un servei d'allotjament gratuït de pàgines web basades en la tecnologia wiki, sota la filosofia de la cooperació. Utilitza el software MediaWiki i té un conjunt de més de 2000 llocs, entre ells el mateix Wikia.com. És gratuït pels lectors i editors, on el registre no és obligatori (però si recomanat), amb més de 4 milions d'usuaris registrats. Els seus ingressos deriven de la publicitat que hi ha en diferents regions de la pàgina, sota una llicència de copyleft.
El setembre de 2009, els països on es visitava més Wikia eren Estats Units, Mèxic, Regne Unit, Itàlia i Alemanya, per aquest ordre, segons el rànquing d'Alexa.
Va ser fundada per Jimmy Wales (president de la Fundació Wikimedia) i Angela Beesley, amb seu a Menlo Park, San Francisco, Califòrnia. L'actual president és en Craig Palmer (com a CEO).
Pel que fa a la llengua catalana, és fenomen relativament molt popular, tenint en compte el nombre de parlants de català comparat amb les grans llengües del món. Fins al dia d'avui, la Central en espanyol es fa càrrec de la Central en català i de les seves principals funcionalitats (com ara les sol·licituds de spotlights, adopcions i enllaços interwiki). Hi ha prop de 100 wikis en aquesta llengua, la major part dels quals estan inactius.
Els wikis més importants en català són:
- One Piece Català Wiki, amb més de 5.600 articles sobre el famós manga i anime One Piece.
- Ilercavònia, l'enciclopèdia sobre les comarques centrals dels Països Catalans, amb més de 3.500 articles.
- Bola de Drac Wiki, amb 2.000 articles sobre la sèrie Bola de Drac.

El 4 d'octubre de 2016 Wikia va passar oficialment a ser conegut com a Fandom powered by Wikia. Wikia, Inc. continuava sent la casa matriu però la plataforma va passar a anomenar-se Fandom.